# Епархия Памье
Епархия Памье (лат. Dioecesis Apamiensis, фр. Diocèse de Pamiers, Couserans et Mirepoix) – епархия в составе архиепархии-митрополии Тулузы Римско-католической церкви во Франции. В настоящее время епархией управляет епископ Филипп Мюссе.
Клир епархии включает 59 священников (56 епархиальных и 3 монашествующих священников), 9 диаконов, 3 монаха, 103 монахини.
Адрес епархии: 8 Cours Mercadal, B.P. 122, 09104 Pamiers CEDEX, France.

## Территория
В юрисдикцию епархии входит 313 приходов в департаменте Арьеж во Франции.
Кафедра епископа находится в городе Памье в церкви Святого Антония. В Мирпуа и Сен-Лизье находятся бывшие соборы Святого Маврикия и Святого Лицерия, соответственно.

## История
Кафедра Памье была основана 23 июля 1295 года буллой Romanus Pontifex Папы Бонифация VIII на части территории епархии Тулузы (ныне архиепархии).
11 июля 1317 года епархия Памье уступила часть своей территории новой епархии Мирпуа и вошла в состав митрополии Тулузы.
В 1557 году епископ Жан де Брабансон подал в отставку и стал гугенотом. Его преемник Робер де Пеллеве пригласил в иезуитов для борьбы с распространившимся в епархии кальвинизмом.
В конце XVII века епископы Франсуа д'Aнглюр де Бурлемон и Франсуа де Камп были назначены королём, но не получили одобрения Папы.
В 1789 году епископ Шарль-Луи-Сезар де Бонневаль д'Aгуль был вынужден бежать в Швейцарию из-за последлствий Великой Французской революции, откуда позднее переехал в Англию.
После конкордата 1801 года буллой Qui Christi Domini Папы Пия VII от 29 ноября 1801 года епархия Памье была упразднена, а её территория была включена в состав епархии Тулузы. 6 октября 1822 года епархия была восстановлена буллой Paternae charitatis того же Папы Пия VII на прежней территории, включая территории упраздненных епархий Мирпуа и Кузерена.
11 марта 1910 года епископам Памье было позволено носить титулы епископов Мирпуа и Кузерана.

## Ординарии епархии
- Бернар Сессэ (23.06.1295 — 1312) — бенедиктинец;
- Пильфор де Рабастен (17.01.1312 — 16.03.1317) — назначен епископом Леона;
- Жак Фурнье (19.03.1317 — 03.03.1326) — цистерцианец, назначен епископом Мирпуа, позднее избран Папой Бенедиктом XII;
- Доминик Гранье (03.03.1326 — 1347) — доминиканец;
- Арно де Вильмюр (13.02.1348 — 17.12.1350) — августинец;
- Гийом де Монтеспан (04.01.1351 — 1365);
- Гийом д'Эспань (04.02.1366 — 06.06.1371) — назначен епископом Коммэнжа;
- Реймон д'Aккон (06.06.1371 — после 1379) — августинец;
- Бертран д'Орнесан (13.03.1380 — после 1422);
- Жан де Форт (20.09.1424 — 15.12.1430) — назначен епископом Тарба;
- Жерар де Ля Брисуэн (20.12.1430 — 16.04.1434) — назначен епископом Сен-Пон-де-Томье;
- Жан Меллини (16.04.1434 — после 29.04.1460);
- Бартелеми д'Aртиглув (11.04.1461 — 1467);
- Паскаль Дюфур (02.09.1467 — 29.01.1483);
- Пьер де Кастельбажа (19.10.1487 — 1497);
- Матье д'Aртиглув (21.05.1498 — 1514)
- Аманье д'Альбер (15.05.1514 — 18.08.1514) — апостольский администратор;
- Шарль де Грамон (18.08.1514 — 25.06.1515) — назначен епископом Кузерана;
- Аманье д'Aльбер (25.06.1515 — 20.12.1520) — вторично, апостольский администратор;
- Жан Дюпен (27.12.1520 — 22.12.1522) — назначен епископом Рьё;
- Бертран де Лорда (14.09.1524 — после 1538);
- Жан де Брабансон (1544);
- Робер де Пеллеве (15.12.1553 — 1579)
- Бертран де Барро дю Перрон (04.05.1583 — 05.06.1605);
- Жозеф д'Эспарб де Люссьян (19.12.1605 — 05.12.1625);
- Анри де Спонд (20.07.1626 — 25.02.1641);
- Жан де Спонд (25.02.1641 — 31.03.1643);
- Франсуа Боске (1643) — избранный епископ;
- Жак де Монруж (1644) — избранный епископ;
- Франсуа-Этьен де Коле (16.01.1645 — 07.08.1680);
- Франсуа д'Aнглюр дe Бурлемон (1680 — 1685) — избранный епископ;
- Франсуа де Камп (1685 — 1693) — избранный епископ;
- Жан-Баттист де Вертамон (09.11.1693 — 20.03.1735);
- Франсуа-Бартелеми де Салиньяк де Ля Мот-Фенелон (19.12.1735 — 16.06.1741);
- Анри-Гастон де Леви-Лерьян (20.12.1741 — 28.01.1787);
- Шарль-Сезар-Луи д'Aгуль де Бонневаль (23.04.1787 — 29.11.1801);
  - Бернар Фон (1791 — 1800) —антиепископ;
  - Франсуа-Луи Лемерсье дю Шалон (1801) — антиепископ;
  - Кафедра упразднена (1801 — 1822);
- Луи-Шарль-Франсуа де Ля Тур-Ландорт (16.05.1823 — 11.01.1835);
- Жерве-Мари-Жозеф Орти (15.03.1835 — 12.11.1845);
- Ги-Луи-Жан-Мари Алюври (08.02.1846 — 01.04.1856);
- Жан-Франсуа-Огюстен Гальтье (07.04.1856 — 29.06.1858);
- Жан-Антуан-Огюст Белаваль (28.07.1858 — 03.02.1881);
- Пьер-Эжен Ружерье (17.02.1881 — 28.02.1907);
- Мартен-Жером Изар (31.05.1907 — 09.05.1916) — назначен архиепископом Буржа;
- Пьер Марсельяк (19.08.1916 — 10.06.1947);
- Феликс Гийе (29.09.1947 — 10.04.1961);
- Морис-Матье-Луи Риго (18.09.1961 — 16.04.1968) — назначен архиепископом Оша;
- Анри Люгань-Дельпон (31.05.1968 — 15.12.1970);
- Леон-Реймон Сулье (22.06.1971 — 09.07.1987) — назначен епископом –коадьютером Лиможа;
- Альбер-Мари-Жозеф Сириль де Монлеон (05.08.1988 — 17.08.1999) — доминиканец, назначен епископом Мо;
- Марсель Жерман Перье (16.05.2000 — 24.06.2008);
- Филипп Мюссе (с 8 января 2009 года — по настоящее время).

## Статистика
На конец 2004 года из 138 500 человек, проживающих на территории епархии, католиками являлись 99 350 человек, что соответствует 71,7% от общего числа населения епархии.
| год  | население | население | население | священники | священники        | священники         | священники                           | постоянные диаконы | монахи  | монахи  | приходы |
| год  | католики  | всего     | %         | всего      | белое духовенство | черное духовенство | число католиков на одного священника | постоянные диаконы | мужчины | женщины | приходы |
| ---- | --------- | --------- | --------- | ---------- | ----------------- | ------------------ | ------------------------------------ | ------------------ | ------- | ------- | ------- |
| 1950 | 141.160   | 145.956   | 96,7      | 202        | 202               |                    | 698                                  |                    |         | 19      | 343     |
| 1970 | 130.000   | 138.400   | 93,9      | 145        | 144               | 1                  | 896                                  |                    | 1       | 118     | 335     |
| 1980 | 131.400   | 139.500   | 94,2      | 109        | 99                | 10                 | 1.205                                | 1                  | 10      | 100     | 303     |
| 1990 | 130.000   | 135.000   | 96,3      | 91         | 83                | 8                  | 1.428                                | 3                  | 16      | 93      | 304     |
| 1999 | 100.000   | 138.000   | 72,5      | 68         | 64                | 4                  | 1.470                                | 6                  | 8       | 97      | 313     |
| 2000 | 100.000   | 136.500   | 73,3      | 63         | 60                | 3                  | 1.587                                | 6                  | 4       | 124     | 313     |
| 2001 | 100.000   | 138.500   | 72,2      | 59         | 57                | 2                  | 1.694                                | 6                  | 2       | 115     | 313     |
| 2002 | 99.500    | 137.200   | 72,5      | 59         | 57                | 2                  | 1.686                                | 7                  | 2       | 111     | 313     |
| 2003 | 99.500    | 137.200   | 72,5      | 61         | 58                | 3                  | 1.631                                | 7                  | 3       | 110     | 313     |
| 2004 | 99.350    | 138.500   | 71,7      | 59         | 56                | 3                  | 1.683                                | 9                  | 3       | 103     | 313     |